# 결합 막대

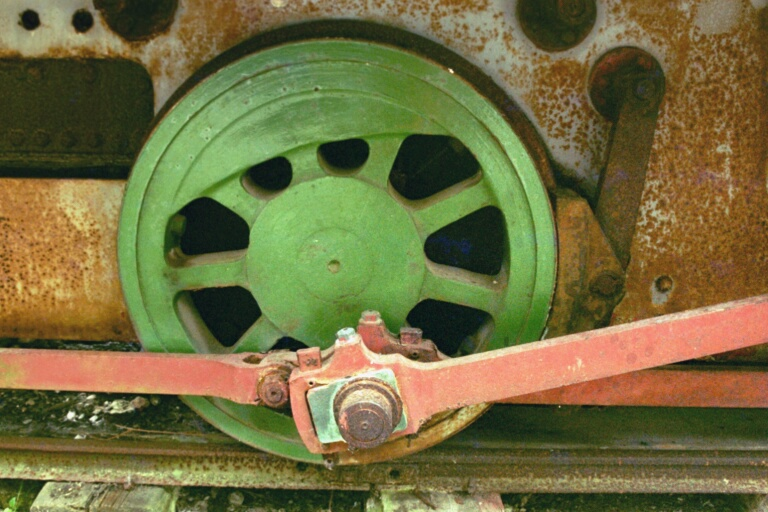
작은 기관차 구동 바퀴에 장착된 연결봉과 결합 막대

결합 막대 또는 측면 봉은 기관차의 구동 바퀴를 연결한다. 결합 막대는 모든 바퀴에 동력을 전달한다.

## 역사
기관차 1호는 결합 막대보다는 체인을 사용하는 최초의 기관차였다. 1930년대에 안정적인 롤러 베어링 결합 막대가 개발되었다.

## 같이 보기
- 증기 기관차